# Nessen City
Nessen City – jednostka osadnicza w Stanach Zjednoczonych, w stanie Michigan, w hrabstwie Benzie.